# التقسيم الإداري في سلطنة عمان
التقسيم الإداري في سلطنة عمان؛ اعتمد التقسيم الإداري لسلطنة عمان الذي يعد من الملامح المميزة للدولة العصرية ، بموجب المرسوم السلطاني رقم (114 /2011) الصادر في 26 أكتوبر 2011م ، والمرسوم السلطاني (101/ 2020) الصادر في 18 أغسطس، واشتمل على 11 محافظة هي : مسقط وظفار ومسندم والبريمي والداخلية وشمال الباطنة وجنوب الباطنة وجنوب الشرقية وشمال الشرقية والظاهرة والوسطى، وتم تنظيم عمل المحافظين، حيث رفع مستوى جميع المناطق لمحافظات وقسمت منطقة الباطنة إلى محافظتين هما شمال الباطنة وجنوب الباطنة، وقسمت المنطقة الشرقية إلى محافظتين هما شمال الشرقية وجنوب الشرقية. ولا يزال هذا التقسيم معمولًا به حتى اليوم. 
وفي 26 أكتوبر 2011 أصدر السلطان قابوس بن سعيد قانون المجالس البلدية لتطوير العمل الإداري والبلدي في كافة محافظات السلطنة وتسهيل الإجراءات على المواطنين.

## المحافظات

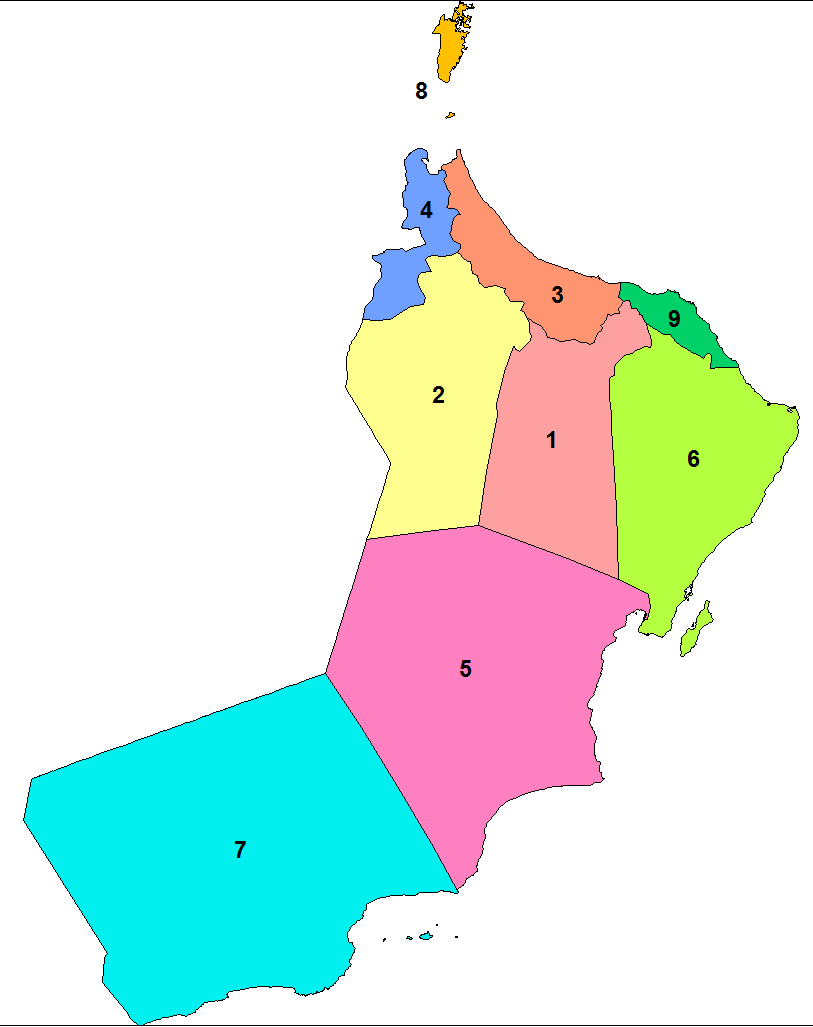
تقسيم المناطق والمحافظات العُمانية.

تنقسم سلطنة عمان إلى إحدى عشرة محافظة  والتي بدورها تنقسم إلى 63 ولاية، لكل محافظة مركز واحد أوأكثر بإجمالي 12 مركزاً. تُعنى وزارة الداخلية بالإشراف على كل المحافظات بإستثناء محافظتي مسقط وظفار، ويعين السلطان محافظي المحافظات.
```
وفيما يلي جدول بالمحافظات ومراكزها والولايات التابعة لها:
[
3
]
```

|    | المحافظة     | العاصمة | المساحة كم² | إحصاء 2025 | الولايات |
| -- | ------------ | ------- | ----------- | ---------- | --- |
| 1  | مسقط         | مسقط    | 3797        | 1,502,230  | تتكون من (6) ست ولايات هي : ولايات مسقط ومطرح والعامرات وبوشر والسيب وقريات. ومركز المحافظة ولاية مسقط.                                   |
| 2  | الداخلية     | نزوى    | 31805       | 558,514    | تضم (9) تسع ولايات هي : نزوى وبهلا ومنح والحمراء وأدم وإزكي وسمائل وبدبد والجبل الأخضر. ومركز المحافظة ولاية نزوى.                        |
| 3  | شمال الباطنة | صحار    | 7899        | 927,086    | تضم (6) ست ولايات هي : صحار وشناص ولوى وصحم والخابورة والسويق. ومركز المحافظة ولاية صحار.                                                 |
| 4  | جنوب الباطنة | الرستاق | 5323        | 569,006    | تتكون من (6) ست ولايات هي : الرستاق والعوابي ونخل ووادي المعاول وبركاء والمصنعة. ومركز المحافظة ولاية الرستاق.                            |
| 5  | الوسطى       | هيما    | 82471       | 61,558     | وتضم (4) أربع ولايات هي : هيما ومحوت والدقم والجازر. ومركز المحافظة ولاية هيما.                                                           |
| 6  | شمال الشرقية | إبراء   | 21136       | 320,640    | تتكون من (7) سبع ولايات هي : إبراء والمضيبي وبدية والقابل ووادي بني خالد ودماء الطائيين وسناو. ومركز المحافظة ولاية إبراء.                |
| 7  | جنوب الشرقية | صور     | 12039       | 369,892    | تضم (5) خمس ولايات هي : صور و(الكامل والوافي) وجعلان بني بوحسن وجعلان بني بوعلي ومصيرة. ومركز المحافظة ولاية صور.                         |
| 8  | الظاهرة      | عبري    | 35881       | 244,603    | تضم (3) ثلاث ولايات هي : عبري و ينقل وضنك. ومركز المحافظة ولاية عبري.                                                                     |
| 9  | مسندم        | خصب     | 1619        | 55,050     | تضم (4) أربع ولايات هي : خصب ودبا وبخا ومدحاء. ومركز المحافظة ولاية خصب.                                                                  |
| 10 | ظفار         | صلالة   | 99062       | 529,662    | تضم (10) عشر ولايات هي : صلالة وطاقة ومرباط ورخيوت وثمريت وضلكوت والمزيونة ومقشن و(شليم وجزر الحلانيات) وسدح. ومركز المحافظة ولاية صلالة. |
| 11 | البريمي      | البريمي | 7460        | 136,008    | تتكون من (3) ثلاث ولايات هي: البريمي ومحضة والسنينة. ومركز المحافظة ولاية البريمي.                                                        |
|    | سلطنة عمان   | مسقط    | 309500      | 5,274,249  | 63 |
|    |              |         |             |            | |

## أنظر أيضاً
- سلطنة عمان
- ولايات عمان

## وصلات خارجية
- موقع وزارة الداخلية
- Arabian names at Geonames.de